# يوزف دومينيك
يوزف دومينيك (بالبولندية: Józef Dominik)‏ هو لاعب شطرنج بولندي، ولد في 10 مارس 1894 في Dobczyce ‏ في بولندا، وتوفي في 10 سبتمبر 1920 في Krasne, Zolochiv Raion, Lviv Oblast ‏ في أوكرانيا.

## وصلات خارجية
- يوزف دومينيك على موقع مباريات الشطرنج (الإنجليزية)